# Gajówka Styków
Gajówka Styków – osada leśna wsi Styków w Polsce, położona w województwie świętokrzyskim, w powiecie starachowickim, w gminie  Brody.
W latach 1975–1998 osada administracyjnie należała do województwa kieleckiego.
Wierni Kościoła rzymskokatolickiego należą do parafii Najświętszej Maryi Panny Wspomożenia Wiernych w Stykowie.